# Ophiurochaeta littoralis
Ophiurochaeta littoralis is een slangster uit de familie Ophiodermatidae.
De wetenschappelijke naam van de soort werd in 1913 gepubliceerd door René Koehler.